# Eusebio Lucini y Biderman
Eusebio Lucini y Biderman (f. 1881) fue un pintor escenógrafo español.

## Biografía
Hijo y discípulo de Francisco Lucini, de origen italiano, este pintor escenógrafo fue autor de diversas decoraciones para los teatros de Madrid y provincias, y muy especialmente para el de la ópera italiana. Ejecutó muchos de sus telones para las obras de La Paia de Cabra, Horacios y Curiacios, Macbeth, Sonámbula, Los polvos de la Madre Celestina, Los puritanos, El Profeta, El Diablo Cojuelo, La conjuración de Venecia, Elena de Feltre, Roberto el Diablo, La Huérfana de Bruselas, Fausto, La Redoma encantada, La Pasión y La conquista de Granada, así como los bailes Paquita, Farfarella, La Ondina y El Corsario.
Allende los teatros, también presentó una vista en la Gran Exposición de Londres de 1851, se encargó del decorado de la plaza de toros en los torneos que se celebraron al año siguiente con motivo del nacimiento de Isabel de Borbón y Borbón, princesa que fue de Asturias, y preparó el decorado de la iglesia de San Antonio de los Portugueses para la Semana Santa de 1857.
Falleció en Madrid el 29 de noviembre de 1881.